# П-40 (радарски систем)
П-40 је совјетски мобилни осматрачки радар дугог домета.

## Развој
Развој радара започео је почетком 60-тих година 20. века и то превасходно за потребе ПВО јединица Армијских снага Црвене армије.
Током 1963. године усвојен је први тип радара под ознаком "1С12" и распоређен током 1965. године у склопу дивизиона ракетног система ПВО 2К11 Круг.
Даље модернизације су омогућиле нешто повећан домет откривања, али и могућност увезивања са радаром за мерење висине ПРВ-9 или ПРВ-16, што је радару омогућило да се употреби на бригадном нивоу јединица за ПВО, као ракетних система ПВО "2К11 Круг" и 2К12 Куб, тако и код јединица противавионске артиљерије. Радар је понео ознаку "1РЛ-128Д", а у ситуацији када је увезан са радаром за мерење висине, формирао је 3Д радарску станицу "П-40 Броња".
У каснијим варијантама, радару је омогућено увезивање у централизовани систем управљања ватром К-1М, код система ПВО 2К11 Круг и 2К12 Куб, као и код јединица противавионске артиљерије.

## Намена
Осматрачко-аквизицијски радар П-40, првенствено је намењен за откривање, аквизицију и доделу циљева јединицама ПВО, како ракетним јединицама система "Круг" и "Куб" тако и јединицама противавионске артиљерије.

## Опис
Радар ради у С-банду на фреквентном опсегу од 2,2 - 2,3 GHz.
Максималан домет радара по даљини је до 370 km, а открива циљеве по висини до чак 35 km.
Брзина окретања антене се може мењати и може износити 12 или 18 окретања у минути или само 1,2 обртаја у минути и то у оба смера, тако да време осматрања целокупне зоне износи од 3,3 - 25 секунди. Укупна маса радара је 36,7 тона.
Радар има 8 радних фреквенција. Једна фреквенција која се је користила за рад радара у миру и 7 ратних фреквенција. Ратне фреквенције се не смеју користити у миру, да радио-елекронским извиђањем не би биле откривене. 
Фреквенције у рату при ометању могле су се мењати "ручно", према потреби и временском задржавању док се рад не омета на новој фреквенцији.
Могуће је промена фреквенције аутоматски сваким обртајем антене редоследом фреквенција и промена фреквенција аутоматски сваким обртајем антене уграђеним временским програмом скоковитим променама фреквенције.
Код скоковите аутоматске промене фреквенције програм се понавља након 15 минута таквог рада.
Радар П-40 има у кабини 3 панорамска показивача, а специфично је то што се временска база окреће супротно од смера казаљке на сату.

## Карактеристике
- нормално ради при спољној температури од -40 до +50 °C
- нормално ради у борбеном положају до брзине ветра од 25m/s
- време непрекидног рада радара је 24h, а са агрегатом ПЕС-100 до 72h
- време припреме радара за дејство: 10,5 мин
- време потребно за прелазак у маршевски положај: 9 минута
- максимална брзина кретања: 35 km/h
- укупна маса радара је 36,7 тона
- дужина у маршевском положају: 9800 mm
- Ширина у маршевском положају: 3210 mm
- Висина у маршевском положају:4150 m[2]

## Занимљивости
Међу оператерима, П-40 је, пре свега због масе, добио надимак "Мечка"

## Галерија
- П-40 у музеју
- П-40 у САД, Невада.
- П-40 Војске Источне Немачке